# Jacques Mehler
Pour les articles homonymes, voir Mehler.
Jacques Mehler, né le 17 août 1936 à Barcelone en Espagne et mort à Saint-Cloud le 11 février 2020, est un psychologue cognitiviste français, directeur d'étude à l'École des hautes études en sciences sociales.

## Biographie
Jacques Mehler est étudiant à l'Instituto Libre de Segunda Ensenanza de Buenos Aires (1948-1951), puis réalise ses études supérieures à l'Université de Buenos Aires (1952-1958), à l'université d'Oxford (1958-1959) et à Londres (1959-1961). Il obtient un doctorat de psychologie à l'université Harvard en 1964 et fait le reste de sa carrière à l'École des hautes études en sciences sociales, où il devient directeur d’étude en 1982.
En 1968, il publie un article sur la réalité psychologique de la grammaire générative dans un numéro de la revue Psychologie française consacré à cette théorie. L'année suivante il coordonne le numéro de la revue Langages consacré à ce champ de recherche. Il se spécialise en sciences cognitives et fonde, en 1972, avec Thomas G. Bever la revue de langue anglaise Cognition, dont il devient rédacteur en chef jusqu'en 2007. Il est un des plus ardents défenseurs des sciences cognitives en France et forme de nombreux étudiants à cette discipline qui deviendront des personnalités reconnues (Stanislas Dehaene, Laurent Cohen, Emmanuel Dupoux, Anne Christophe, Ghislaine Dehaene-Lambertz, Lionel Naccache, etc..). À la retraite, il part en Italie où il peut continuer son activité de recherche à la SISSA (Trieste). Il y dirige le Language, Cognition and Development Lab.
Jacques Mehler était également polyglotte, parlant couramment l'espagnol, le français, l'anglais, l'italien, le portugais et l'allemand.

## Travaux
Son travail porte essentiellement sur le langage, et notamment sur la continuité des processus entre l'enfant et l'adulte. 

### L'enfant et le nombre
Jacques Mehler critique certaines théories de Jean Piaget sur l'absence, chez le très jeune enfant, de concepts fondamentaux comme celui du nombre, tentant de montrer que l'enfant possède dès ses deux ans un sens du nombre lui permettant de choisir entre deux files inégales de bonbons.

### Le langage chez l'enfant
Jacques Mehler publie en 1986, en collaboration avec Ghislaine Dehaene-Lambertz, Peter Jusczyk et Claudine Amiel-Tison, une étude qui tente de mettre en évidence que, dès les premières semaines de sa vie, un bébé est capable de distinguer de nombreuses catégories du langage. En suivant le réflexe de succion non nutritive du bébé, Mehler et son équipe veulent montrer dans cette étude que les nouveau-nés réagissent différemment au français (seule langue parlée par leurs deux parents) et au russe et montrent une activité de succion plus importante pour le français.